# Aricia minusornata
Aricia minusornata är en fjärilsart som beskrevs av Ruggero Verity 1928. Aricia minusornata ingår i släktet Aricia och familjen juvelvingar. Inga underarter finns listade i Catalogue of Life.